# Hospice révolutionnaire de Nantes

L'hospice révolutionnaire de Nantes était un hôpital pour prisonniers à Nantes sous la Révolution.

## L'hospice
La maison des frères, dite l’hospice révolutionnaire, parfois également appelé l’hospice de Ignorantins, les Écoles chrétiennes, l’École charitable ou l’École nationale est un hôpital créé en novembre 1793, situé rue Mercœur dans l’ancienne maison des frères de la doctrine chrétienne, au niveau des actuels numéros 15 à 23 de la voie. 
Le 23 novembre 1793, le  Comité révolutionnaire ordonne le transfert de prisonniers malades de diverses prisons pour l’hospice révolutionnaire placé sous la direction du citoyen Fourier et du concierge Connaud. Les services des soins étant placés sous la direction du médecin Thomas.
Plusieurs centaines de malades sont envoyés à l’hospice mais les épidémies font des ravages. Le lieu est également le théâtre de l’affaire des 27 jeunes détenus qui sera abordée dans le procès de Carrier. Ces 27 prisonniers demandaient à servir dans l’armée républicaine, mais Goullin ordonne leur envoie à la prison de l'Entrepôt des cafés. 17 d’entre-deux obtiennent néanmoins leur remise en liberté à la suite de l’intervention du représentant Bô et du médecin Thomas. Mais Fournier raconte dans sa déposition au procès :

« Grâce aux destructeurs de l’humanité, qui l’assassinaient de toutes les manières dans les maisons d’arrêts, tantôt en privant les détenus de ce qui pouvait soutenir leur douloureuse existence, tantôt en les faisant noyer ou fusiller, le lendemain de l’ordre de mise en liberté, il n’existait plus qu’un des dix-sept détenus dont l’élargissement avait été prononcé ; ils étaient tous, à l’exception d’un seul, morts de maladie. Dans cet hospice, le témoin en a vu périr 580 en neuf mois. »

« À l’époque du 7 prairial, je me transporte au Comité pour y réclamer de la paille, des paillasses et de baquets à chaux pour les malades détenus à l’hospice révolutionnaire ; je crois dire que cet hospice était dans un dénuement total ; l’épidémie faisait des ravages horribles dans toutes les maisons d’arrêt ; j’en vis périr dans ledit hospice 75 en deux jours. On y trouvait que des matelas pourris et sur chacun desquels l’épidémie avait dévoré plus de cinquante individus. »

Le rapport du 25 juin 1794 mentionne ainsi l’état de l’hospice :

« Frères ignorantins. Cette maison est l’infirmerie des maisons d’arrêt de la commune de Nantes. Les commissaires y ont trouvé environ deux cents malades, à peu près dépourvus de tout. Il faut garnir cette maison de couchettes, de paillasses, de linges, etc. Il convient aussi d’en organiser le service de santé, car le citoyen Thomas ne peut pas en remplir seul toutes les fonctions. Il demande même un nombre suffisants d’infirmier choisis comme il convient. Les réparations à faire dans cet hospice ne sont pas considérable : fermer quelques fenêtres, diviser l’église en deux salles par un plancher, et cet hospice sera suffisant pour contenir tous les malades de la prison. »

Selon l’état des détenus daté du 5 août 1794, il reste 130 détenus dans le convent.